# Phthonosema peristygna
Phthonosema peristygna là một loài bướm đêm trong họ Geometridae.